# Återgångskrav
Återgångskrav är en talan som väcks vid domstol och innebär en begäran att försäljningen av tillgångar skall hävas av domstolen, så att försäljningen återgår. Detta kan till exempel ske när försäljningen anses ha genomförts för att den åtalade skall gå fri från, eller få reducerade skadeståndskrav.